# 中美教育基金
中美教育基金（US-China Education Trust，USCET）是一家座落于美國华盛顿特区的非營利组织，1998年由美国第一位华裔大使张之香创立。中美教育基金的使命是通过一系列教育与交流项目促进中美关系。该组织资助了一系列的奖学金、会议、研讨以及交流项目，主要旨在加强中国高等院校在美国研究、媒体与新闻、美国政治、国际关系等领域的发展。
中美教育基金网站涵盖了大量全面的关于美国研究、中美关系、以及中美高校学术交流等的相关资源。Terry Lautz曾经在《高等教育周报》上盛赞该资数据库对于增进中美学术交流起到了“很好的作用和示范”。该组织力图“通过对青年领袖的教育与交流促进中美关系”。

## 历史
早在1998-1999学年度张之香在北京大学国际关系学院担任访问教授的时候，她就已经开始着手中美教育基金的初始建设工作。那一年她在北京大学举办了关于美国政治以及中美关系的讲座 ，并组织了一次关于亚洲金融危机的国际会议。她还在北京大学开设了一门关于美国文明（American Civilization）的调查性课程，这一课程直到今天还广受学生们的欢迎。
2001年，中美教育基金开展了其首个官方项目－「美国国会实践研究」。该项目在复旦大学美国研究中心举办。同年中美教育基金与美国研究基金会（The Fund for American Studies，TFAS）开始建立长期的合作伙伴关系，在乔治城大学举办了面向中国本科学生和研究生的首个美国研究暑期短训班项目。
2004年，中美教育基金首创了美国研究联络会（American Studies Network），该联络会目前由50所设有美国研究项目的中国高等院校组成。中美教育基金首届金融媒介学会项目（Financial Media Institute）于2006年在复旦大学新闻学院举办。该项目由美国公共电视台（PBS）的Terry Smith和《华盛顿邮报》的Al Kamen共同主管，共有22名来自中国各地的新闻专业学生参与完成了这个高强度的证书项目。2006年中美教育基金还与美国劳工部、中国上海市人大和重庆市人大合作开展了第一个关于煤矿安全的立法实践项目。该项目涉及了中国政策制定的一个关键性领域—煤矿安全，旨在帮助中国发展并实施相关政策以防止煤矿事故伤亡的发生。此后，金融媒介学会项目每年轮换在复旦大学和香港浸会大学召开。
金融媒介学会项目的成促使中美教育基金进一步拓展其在媒体教育方面活动的开展。2008年该基金成功地与联合国教科文组织共同赞助了在清华大学举办的国际新闻教育改革研讨会。之后在2009年媒介教育联合会正式启动。运作的这两年间，媒介教育联合会为中国新闻媒体教育工作者搭建了了解西方新闻理念与实践的平台，提高了对于中国未来广播新闻从业者的培养质量。媒介教育联合会的活动包括年度大会、面向中国研究生的短期学术研讨会以及客座新闻记者项目。
2010年，中美教育基金成为奥巴马总统的“十万人”计划下首个实施项目的组织。该项目被命名为“USCET中美学生领袖交流项目”，意在促进中美的学术交流，且将向美国大学提供奖学金用于支持选送更多的本科生到中国留学。中美教育基金是在第7届美国研究联络会大会上，与美国国务院亚太事务助理国务卿高级顾问卡蘿拉·麥吉佛（Carola McGiffert）共同宣布启动这一项目的。

## 計畫领域

### 美国研究联络会
美国研究联络会（简称ASN）目前由将近50所高等院校组成，旨在加强中国高等院校美国研究项目的发展，为各成员院校提供合作交流、资源共享等机会，以提高成员院校在美国社会文化这一领域的教学能力。中国院校进行美国研究通常是围绕政治或者国际关系话题展开，美国研究联络会最主要的目标之一即是通过资助中国院校在美国研究方向新领域的发展，以促进中国对于美国更全面的认识。基于此，美国教育联络会鼓励成员院校就美国文化、美国宗教等话题进行学术合作与研究。联络会的活动包括所有成员院校参与的年度大会；选送年轻的中国学者到美国大学接受指导并进行学者研究的美国研究学者项目；以及选派中国的美国研究学者代表参加在美国召开的美国研究学会的年会。

### 媒介教育联合会
与美国研究联络会类似，媒介教育联合会（简称MEC）是一个由超过30所中国大学新闻传媒学院组成的学术网络。通过开展年度会议以及短期研讨会，中美教育基金希望通过媒介教育联合会提高中国大学培训具备专业素质的记者以及广播从业者的能力。媒介教育联合会项目力求培养中国新闻专业学生深度采访的实践能力，以强调并增强新闻专业素养与媒体道德在中国高等院校传媒课程设置中的重要性。
媒介教育联合会的年度项目包括：
- 金融媒体学院项目：这个项目为期5天，面向中国新闻媒体专业大学四年级学生及研究生，主题为金融与商业新闻研究。
- 客座新闻记者项目：该交流项目选送美国知名记者到中国新闻传媒院校开展讲座以及研讨会。参与过该项目的专家记者包括凭借对于“美莱村屠杀”（My Lai Massacre）以及关于美军在越战期间其它指责的深度采访报道而获得普利策奖的现美国马里兰大学新闻系教授Deborah Nelson。
- 媒介教育联合会年度大会：媒介教育联合会年度大会每年会在其中一个成员院校举办，为媒介教育联合会各成员院校的学者提供结识交流、分享资源以及课程发展策略等想法的平台。

### 美国国家管理
此项目是中美教育基金在中国最早创立的项目，内容由早期的“美国国会实践研究”拓展到选举研究以及各种研讨会、培训、年度讲座等。这些项目活动通过案例研究、实习培训以及中美专家互动交流等形式帮助中国从业人员、官员和学生更好地了解美国立法程序及政治运作过程。以往的项目内容包括案例分析、实践培训以及中美专家之间的互动交流。

### USCET中美学生领袖交流项目
作为奥巴马总统"十万人"行动计划下首个启动的项目，该项目为多所美国大学提供资金，以鼓励更多美国学生到中国进行学习。资金将用于支付学生暑期制、学期制、学年制等多种留学项目的费用。目前合作的大学院校包括波士顿大学、旧金山州立大学、阿肯萨斯大学以及北阿拉巴马大学。

### 暑期短训班项目
中美教育基金的暑期短训班是面向亚洲学生和学者的在美短期学术访问项目。2010年举办的暑期短训班项目以“面向东亚学生领袖的美国外交政策研究”为主题，20名来自中国、韩国和日本的本科学生在美国首都华盛顿进行了为期四周的关于美国政治与社会的学术交流活动。2010年的暑期短训班项目形式包括课堂讨论、嘉宾讲座、学访活动以及修学旅行。

### GSS助学金项目
以美国商人及慈善家莫里斯·格林伯格命名的这一项目，每年资助10名来自低收入家庭的贫困学生的大学教育，帮助支付他们在云南大学的全部学费。

### USCET-TFAS奖学金项目
该奖学金项目用于支持多名中国大学生参与每年夏季由美国研究基金（The Fund for American Studies）在乔治城大学举办的暑期项目。暑期项目涉及时政新闻学、慈善与志愿服务、商业及政府事务、和政治经济体制对比等话题。

### 法学院奖学金项目
张福运基金会是中美教育基金的母基金，由张之香和她的丈夫Stuart Marshall Bloch于1988年在哈佛法学院共同建立。该基金会的建立是为了纪念张之香大使的父亲张福运。张福运是从哈佛大学法学院毕业的第一位中国人。该基金会的奖学金项目专门面向在哈佛大学法学院学习的中国学生。此外，该基金会还赞助支持每年一度在北京大学开展的“张福运演讲会”，使来自中国大陆、香港、台湾以及美国的知名法学学者、法官得以齐聚一堂。2010年张福运年度演讲主讲人为前美国贸易代表Charlene Barshefsky。

## 奖项
2010年中美教育基金举办了首届年度“国会远见奖”（Congressional Visionary Award），以表彰那些在促进中美关系的过程中表现出“勇气、远见、以及开拓领导性”的杰出代表。第一届年度奖励颁发给了参议员Dianne Feinstein，她作为旧金山市市长，推动了美国与中国之间的第一个“姐妹城市”关系的建立——美国旧金山市与中国上海市。2009年，中美教育基金在20周年庆祝会上还颁发了“执行领导奖”（Executive Leadership Award）给前财政秘书长Hank Paulson。

## 资金
中美教育基金的资金来自许多私人基金会、政府机构以及公司集团赞助者的支持。以往的赞助者包括：
- 美国国务院
- Henry Luce基金会
- Starr基金会
- 福特基金会
- Van Eck Global
- Mohave Development
- Nationwide Insurance
- American Resort Development Association
- 美国大陆航空
- Fidelity Investments
- Prudential
- 雷神国际
- Shelby Cullom Davis基金会
- ULLICO Inc.
- UnitedHealth集团

## 创始人
中美教育基金由张之香于1998年创立。张之香是第一位取得大使头衔的亚裔美国人，她曾于1989-1993年间担任美国驻尼泊尔大使。张之香的父亲张福运，是第一位从哈佛大学法学院毕业的中国毕业生。张之香在中国山东省出生，9岁时随父母移民到旧金山。她於1964年在柏克萊加州大學取得传媒学及公共政策学士学位，并於1967年在哈佛大学取得政府及东亚区域研究硕士学位。在创立中美教育基金以前，张之香大使为政府工作了25年，曾在美国国际开发署、美国新闻署、美国参议院任职。她还曾在美国银行工作5年，担任数职。她的丈夫是已退休的律师和房地产顾问Stuart Marshall Bloch先生。

## 咨询理事会成员
- 尼古拉斯·卜厉德（Nicholas Platt）：咨询理事会会长，曾任美国驻巴基斯坦、菲律宾和赞比亚大使，以及亚洲协会主席。* Martin dePorres Cargas：VSConsulting集团副总裁。
- Marlene Johnson：国际教育家协会执行董事兼行政总裁。
- Robert A. Kapp：Robert A. Kapp & Associates, Inc.总裁，美中贸易全国委员会前主席。
- David Michael Lampton：约翰霍普金斯大学国际关系学院（SAIS）系主任，中国研究学院院长。
- Susan V. Lawrence：Congressional Research Service亚洲事务分析师。
- Hank Levine：前美国国务院亚洲专家、现任Albright Stonebridge Group咨询师。
- James L. McGregor：JL McGregor & Company创始人、主席兼行政总裁。
- Peter McPherson：国务大学和增地学院协会会长。
- Torkel Patterson，雷神国际总裁。
- Tom Pickering，Hills & Company Consulting副主席。
- 高永东（Ko-Yung Tung）：Morrison & Foerster高级咨询师。
- Susan Weld，Georgetown Law Asia执行总监。

## 荣誉顾问
- Doug Bereuter：前美国众议院国际关系委员会副主席。
- 须大成：Starr基金会前主席。
- Kathryn Mohrman：亚利桑那州立大学设计研究所所长、公共事务学院教授。

## 知名活动参与者
在过去的几年里，许多来自学术界、政界、新闻界等各个行业的知名人士参与了中美教育基金的项目，他们包括：
| 姓名                     | 职业                                                          | 参与中美教育基金项目                                     |
| ------------------------ | ------------------------------------------------------------- | -------------------------------------------------------- |
| Deborah Nelson           | 马里兰大学Philip Merrill新闻学院教授, 普利策奖得主            | 2010 年媒介教育联合会客座新闻记者项目                    |
| Shai Oster               | 华尔街日报记者, 普利策奖得主                                  | 2010 年媒介教育联合会客座新闻记者项目                    |
| Haynes Johnson           | 政治新闻类记者,畅销书作家, 电视分析员, 普利策奖得主           | 2005年上海举办的美国国会实践研究项目主题演讲人           |
| Harris Wofford           | 前宾夕法尼亚州参议员                                          | 2005年上海举办的美国国会实践研究项目嘉宾演讲人           |
| Larry Pressler           | 前南达科他州参议员,众议员                                     | 2005年上海举办的美国国会实践研究项目嘉宾演讲人           |
| James A. Thurber         | 美国大学国会与总统研究中心主任                                | 2006年国会立法培训项目演讲人                             |
| Frank J. Fahrenkopf, Jr. | 前共和党国家委员会主席, 现任美国博彩协会主席兼行政总裁        | 2008年在上海交通大学举办的总统选举项目主持人             |
| James Fallows            | 大西洋月刊作者,国家记者                                       | 2006年在 中央党校举办的国会研究实践项目小组会议嘉宾      |
| Jerome A. Cohen          | 纽约大学法学院教授, 国际关系委员会亚洲事务资深学者            | 2002年在北京大学举办的张福运年度讲座演讲人               |
| Jody Freeman             | 哈弗大学法学院教授,哈弗大学法学院环境法项目主任               | 2007年北京大学举办的张福运年度讲座演讲人                 |
| Antonin Scalia           | 美国最高法院大法官                                            | 2008年张福运基金会20周年纪念专题研讨会演讲人             |
| Charlene Barshefsky      | 前美国贸易代表                                                | 2010年在北京大学举办的张福运年度讲座主讲人               |
| Chris Hanson             | 马里兰大学Phillip Merrill新闻学院教授, 普利策奖获得者         | 2009年在武汉大学举办的媒体道德与法律工作坊嘉宾演讲人     |
| Bernard Gwertzman        | 国际关系委员会网站顾问编辑, 前纽约时报国际新闻编辑            | 2009年媒介教育联合会客座新闻记者项目                     |
| Jonathan Kaufman         | 华尔街日报 高级编辑,普利策奖获得者                            | 2008年媒介教育联合会客座新闻记者项目                     |
| Gwen Ifill               | PBS华盛顿一周 总编辑, 主持人, The News Hour高级记者           | 2007年媒介教育联合会客座新闻记者项目                     |
| William Raspberry        | 前华盛顿邮报专栏作家, 普利策奖获得者                          | 2006年媒介教育联合会客座新闻记者项目                     |
| David Broder             | 作家, 政治新闻评论员, 前华盛顿邮报专栏作家, 普利策奖获得者    | 2004年媒介教育联合会客座新闻记者项目                     |
| Terence Smith            | 前PBS The News Hour, 纽约时报, CBS新闻, 两届艾美奖获奖者      | 2006年在复旦大学举办的金融媒介学会嘉宾演讲人             |
| Al Kamen                 | 华盛顿邮报专栏作家                                            | 2006年在复旦大学举办的金融媒介学会嘉宾演讲人             |
| Robert Keatley           | 前华尔街日报亚洲版编辑                                        | 2008年在复旦大学举办的金融媒介项目总监                   |
| Thomas Easton            | 经济学家亚洲商业编辑                                          | 2009年在香港浸会大学举办的金融媒介学会嘉宾演讲人         |
| Gregg Fields             | Bankrate集团经济类编辑, 1993年普利策奖公共事务新闻组成员      | 2009年在香港浸会大学举办的金融媒介学会嘉宾演讲人         |
| Roger Kendall            | 前洛杉矶时报专栏作家, 普利策奖获得者                          | 2010年“世博会报道”新闻实践工作坊嘉宾演讲人               |
| Shelley Fisher Fishkin   | 斯坦福大学美国研究中心主任                                    | 2005年在云南大学举办的美国研究联络会会议嘉宾演讲人       |
| 洪博培（Jon Huntsman）   | 前犹他州州长, 前美国驻中国大使                                | 2009年在北京外国语大学举办的美国研究联络会会议演讲嘉宾   |
| Eddie Glaude             | 普林斯顿大学非裔美国文化研究中心主任, 宗教学教授              | 2009年在北京外国语大学举办的美国研究联络会会议嘉宾演讲人 |
| Frank Lavin              | 爱德曼公关公司亚太公共事务主席                                | 2010年在无锡江南大学举办的美国联络研究会会议嘉宾演讲人   |
| Carola McGiffert         | 美国外交部东亚及太平洋事务助理秘书长高级顾问,“十万人”计划总监 | 2010年在无锡江南大学举办的美国研究联络会会议嘉并演讲人   |